# Assiminea borneensis
Assiminea borneensis е вид коремоного от семейство Assimineidae.

## Разпространение
Видът е разпространен в Тайланд.